# Hemiodus gracilis
Hemiodus gracilis är en fiskart som beskrevs av Günther, 1864. Hemiodus gracilis ingår i släktet Hemiodus och familjen Hemiodontidae. Inga underarter finns listade i Catalogue of Life.